# East Pittsburgh
East Pittsburgh es un borough ubicado en el condado de Allegheny en el estado estadounidense de Pensilvania. En el año 2000 tenía una población de 2017 habitantes y una densidad poblacional de 1946.9 personas por km².

## Geografía
East Pittsburgh se encuentra ubicado en las coordenadas 40°23′49″N 79°50′24″O / 40.39694, -79.84000.

## Demografía
Según la Oficina del Censo en 2000 los ingresos medios por hogar en la localidad eran de $21 286 y los ingresos medios por familia eran $32 037. Los hombres tenían unos ingresos medios de $26 512 frente a los $23 050 para las mujeres. La renta per cápita para la localidad era de $13 391. Alrededor del 22% de la población estaba por debajo del umbral de pobreza.